# Authadistis metaleuca
Authadistis metaleuca là một loài bướm đêm trong họ Noctuidae.